# Lac Badin
Pour les articles homonymes, voir Badin.
Le Lac Badin est un lac de barrage d'une superficie de 21,7 km2 qui se trouve sur le cours de la rivière Yadkin, en Caroline du Nord aux États-Unis. Il existe depuis 1917.

## Source de la traduction
- (en) Cet article est partiellement ou en totalité issu de l’article de Wikipédia en anglais intitulé « Badin Lake » (voir la liste des auteurs).